# Újbáresd
Újbáresd románul: Uibărești, falu Romániában, Hunyad megyében.

## Fekvése
Ribicétől északra, Riskulica és Ribicsora közt fekvő település.

## Története
A falu bejáratánál a vinča–tordosi kultúra nyomait lelték fel.
A trianoni békeszerződés előtt Hunyad vármegye Körösbányai járásához tartozott.
1910-ben 390 görögkeleti ortodox lakosa volt.

## Látnivalók
- Szent Miklósnak szentelt 19. századi fatemploma HD-II-m-B-03471 sorszám alatt szerepel a 2010-es országos műemlékjegyzékben,[2] de egy 2012-ben megjelent újságcikk azt állítja, hogy a templom már az 1930-as évek óta nem létezik.[3]